# 잔서스한스

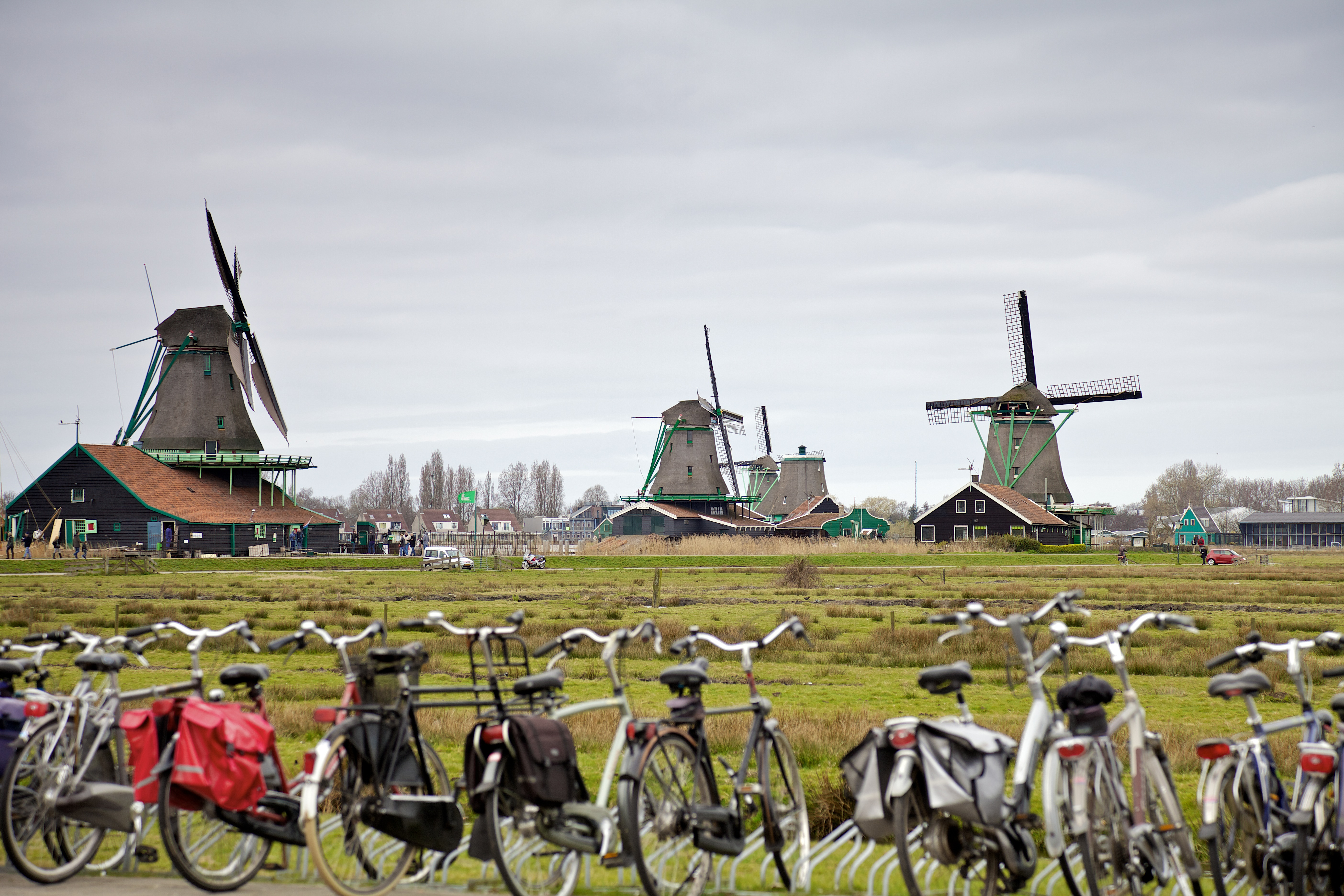
잔서스한스의 풍차들

잔서스한스(네덜란드어: Zaanse Schans)는 네덜란드 노르트홀란트주 잔담 인근에 위치한 마을이다. 잔서스한스는 네덜란드어로 "잔강(Zaan)의 보루"를 뜻하는데 이는 네덜란드 독립 전쟁에서 네덜란드 군대가 스페인 군대의 공격에 대비하기 위해 잔강에 요새를 건설한 데서 유래된 이름이다.
17세기에서 18세기 사이에 지어진 풍차, 목조 가옥 등 목조 건축물들이 남아 있다. 그 외에 오랜 역사를 가진 나막신 공장, 치즈 공장이 있다. 1994년에는 잔스 박물관이 이 곳에 들어섰다.

## 풍차 목록
- 더 하위스만 (De Huisman, 관리인) - 양념 전용 풍차
- 더 헤크론더 풀렌뷔르흐 (De Gekroonde Poelenburg, 왕관을 쓴 풀렌뷔르흐) - 목재 전용 풍차
- 더 캇 (De Kat, 고양이) - 염료 전용 풍차
- 헷 용어 스하프 (Het Jonge Schaap, 어린 양) - 목재 전용 풍차
- 더 오스 (De Os, 황소) - 기름 전용 풍차
- 더 주커르 (De Zoeker, 탐구하는 사람) - 기름 전용 풍차
- 헷 클라베르블라트 (Het Klaverblad, 입체 교차로) - 목재 전용 풍차
- 더 본터 헨 (De Bonte Hen, 반점이 있는 암탉) - 기름 전용 풍차